# ロバート・パトリック
ロバート・ハモンド・パトリック・ジュニア（Robert Hammond Patrick Jr., 1958年11月5日 - ）は、アメリカ合衆国の俳優。

## 来歴
スコットランド人の血を引いておりジョージア州マリエッタで生まれた。オハイオ州クリーブランド郊外で育つ。ボーリング・グリーン州立大学で学ぶが、演劇に興味を持つようになり中退。26歳の時にロサンゼルスに移り、バーで働きながらオーディションを受け、低予算映画の端役で下積みする。1991年公開の『ターミネーター2』でT-1000役に抜擢され、一躍有名となった。選ばれたきっかけは、『ダイ・ハード2』でテロリストの一人の役で出演したことであると言われている。
『X-ファイル』に三人目の主役ジョン・ドゲット特別捜査官として、第8シーズンから参加した。ロバート・パトリックは1993年の映画『未知からの生還』の中で未確認飛行物体に友人を拉致される一般人の役を演じており、それに感銘を受けた『X-ファイル』のクリエータークリス・カーターが、シリーズの主役であったデイヴィッド・ドゥカヴニー降板を受け、フォックス・モルダー特別捜査官に代わるダナ・スカリー特別捜査官の新たなパートナーとして抜擢したものである。その演技力と存在感は高い評価を受け、また、新たなファンを獲得した。

### 『ターミネーター2』
T-1000の役があまりにも強烈だったため、以降の出演作ではこれを踏まえたものが多い。WWE製作のアクション映画『ネバー・サレンダー 肉弾凶器』の中でも、なかなか死なない主人公に対して「あいつはターミネーターか？」と言った仲間に対して、鋭い眼差しを見せた。

### 私生活
犬と猫を二匹ずつ飼っている。実生活では2児の父親であり、女優である愛妻バーバラ夫人とは『X-ファイル』でも元夫婦役で共演を果たしている。
弟のリチャード・パトリックは、ナイン・インチ・ネイルズのツアー・ギタリストを2年半務めた後、フィルターを結成し、リーダーを務めている。

## 主な出演作品

### 映画
| 公開年 | 邦題 原題                                                                | 役名                                 | 備考                                            | 吹替                                                                   |
| ------ | ------------------------------------------------------------------------ | ------------------------------------ | ----------------------------------------------- | ---------------------------------------------------------------------- |
| 1986   | ザ・フューチャーハンター Future Hunters                                  | スレイド                             |                                                 |                                                                        |
| 1987   | アイ・オブ・ザ・イーグル Eye of the Eagle                                | ジョニー                             |                                                 |                                                                        |
| 1990   | ダイ・ハード2 Die Hard 2:Die Harder                                      | オライリー                           |                                                 | 梅津秀行（ソフト版） 大滝進矢（フジテレビ版） 中田和宏（テレビ朝日版） |
| 1991   | ターミネーター2 Terminator 2: Judgment Day                               | T-1000                               |                                                 | 佐古雅誉（ソフト版1） 江原正士（フジテレビ版） 咲野俊介（ソフト版2）   |
| 1992   | ウェインズ・ワールド Wayne's World                                       |                                      | 『ターミネーター2』のパロディシーンに出演       | 真地勇志                                                               |
| 1993   | ファイヤー・イン・ザ・スカイ/未知からの生還 Fire in the Sky              | マイク・ロジャース                   |                                                 |                                                                        |
| 1993   | ラスト・アクション・ヒーロー Last Action Hero                            |                                      | 『ターミネーター2』のT-1000役で一種のカメオ出演 | （台詞なし）                                                           |
| 1994   | 氷の仮面 The Cool Surface                                                | ジャーヴィス・スコット               |                                                 |                                                                        |
| 1994   | 盗撮/ボディ・ショット Body Shot                                          | ミッキー                             |                                                 |                                                                        |
| 1994   | ダブルドラゴン Double Dragon                                             | コガ・シューコー                     |                                                 | 江原正士                                                               |
| 1994   | ラスト・ターゲット/沈黙の復讐 Zero Tolerance                             | ジェフ・ダグラス                     |                                                 |                                                                        |
| 1994   | Hong Kong 1997/ラスト・バトル Hong Kong 97                               | レジナルド                           |                                                 |                                                                        |
| 1995   | 超常殺人者 Last Gasp                                                     | レスリー・チェイス                   |                                                 | 大塚芳忠                                                               |
| 1995   | ボディ・ランゲージ Body Language                                         | デルバート                           | テレビ映画                                      | 有本欽隆                                                               |
| 1995   | 密猟地帯 Decoy                                                           | トラヴィス                           |                                                 | 大塚芳忠                                                               |
| 1996   | 素顔のままで Striptease                                                  | ダリル                               |                                                 | 田中正彦（ソフト版） 江原正士（テレビ朝日版）                          |
| 1997   | イン・マイ・ライフ The Only Thrill                                       | トム・ライアン・マクヘンリー         |                                                 | 宮本充                                                                 |
| 1997   | ローズウッド Rosewood                                                    |                                      |                                                 |                                                                        |
| 1997   | 精神病棟 Asylum                                                          | ニコラス                             |                                                 | 谷口節                                                                 |
| 1997   | コップランド Cop Land                                                    | ジャック                             |                                                 | 石塚運昇（ソフト版） 岩崎ひろし（日本テレビ版）                        |
| 1997   | アンブッシュ Ambushed                                                    | シャノン・ハロルド                   |                                                 |                                                                        |
| 1997   | ダブル・リアクション Perfect Assassins                                   | レオ                                 |                                                 |                                                                        |
| 1998   | カウンターフォース Renegade Force                                        | ジェイク                             |                                                 | 中田和宏                                                               |
| 1998   | パラサイト The Faculty                                                   | ジョー・ウィリス（コーチ）           |                                                 | 井上和彦（ソフト版） 谷口節（フジテレビ版）                            |
| 1998   | エア・リベンジャー 撃墜 Tactical Assault                                 | リー・バニング                       |                                                 | 大塚芳忠                                                               |
| 1999   | フロム・ダスク・ティル・ドーン2 From Dusk Till Dawn 2: Texas Blood Money | バック                               |                                                 | 山路和弘                                                               |
| 1999   | アーク 失われたマヤの財宝 The Vivero Letter                              | ジェームズ・ホイーラー               |                                                 | 大塚芳忠                                                               |
| 2000   | トラフィック・オブ・メキシコ Mexico City                                 | ミルズ                               |                                                 |                                                                        |
| 2000   | すべての美しい馬 All the Pretty Horses                                   | コール                               |                                                 | TBA                                                                    |
| 2001   | スパイキッズ Spy Kids                                                    | ミスター・リスプ                     |                                                 | 増谷康紀（劇場公開版） 横島亘（機内上映版）                            |
| 2001   | テキサス・レンジャーズ Texas Rangers                                     | ジョン・アームストロング             |                                                 | 大塚芳忠                                                               |
| 2001   | D-TOX D-Tox                                                              | ノア                                 |                                                 | 中田和宏（ソフト版、テレビ東京版）                                     |
| 2002   | アン・ライスの囁く骨 Rag and Bone                                        | ダニエル・ライアン                   | テレビ映画                                      |                                                                        |
| 2002   | ペイヴメント 静かなる追跡者 Pavement                                     | サム・ブラウン                       |                                                 |                                                                        |
| 2003   | チャーリーズ・エンジェル フルスロットル Charlie's Angels: Full Throttle  | レイ・カーター                       |                                                 | 山路和弘（ソフト版） 大滝寛（テレビ朝日版）                            |
| 2004   | バッド・アップル Bad Apple                                               | トミー・ベルズ                       |                                                 |                                                                        |
| 2004   | 炎のメモリアル Ladder 49                                                 | レニー・リクター                     |                                                 | 大塚芳忠                                                               |
| 2005   | スーパークロス Supercross                                                | アール                               |                                                 |                                                                        |
| 2005   | ウォーク・ザ・ライン/君につづく道 Walk the Line                          | レイ・キャッシュ                     |                                                 | 内田直哉                                                               |
| 2006   | ファイヤーウォール Firewall                                              | ゲイリー・ミッチェル                 |                                                 | 木下浩之（ソフト版） 谷口節（テレビ朝日版） 沢木郁也（追加収録部分）   |
| 2006   | ネバー・サレンダー 肉弾凶器 The Marine                                   | ローム                               |                                                 | 小川真司（ソフト版） 磯部勉（テレビ東京版）                            |
| 2006   | 父親たちの星条旗 Flags of Our Fathers                                    | チャンドラー・ジョンソン             |                                                 | TBA                                                                    |
| 2006   | マシュー・マコノヒー マーシャルの奇跡 We Are Marshall                    | リック・トレイ                       | クレジットなし                                  | TBA                                                                    |
| 2007   | テラビシアにかける橋 Bridge to Terabithia                                | ジャック・アーロンズ（主人公の父親） |                                                 | 谷昌樹（ソフト版） 猪俣三四郎（VOD版）                                 |
| 2007   | 燃えよ!ピンポン Balls of Fury                                            | ピート・デイトナ                     |                                                 | ふくまつ進紗                                                           |
| 2008   | 解体病棟 Autopsy                                                         | デヴィッド・ベンウェイ               |                                                 |                                                                        |
| 2009   | ヤギと男と男と壁と The Men Who Stare at Goats                            | トッド・ニクソン                     |                                                 | TBA                                                                    |
| 2009   | ファイナル・デッドゲーム The Black Waters of Echo's Pond                 | ピート                               |                                                 |                                                                        |
| 2010   | キル・スピード Kill Speed                                                |                                      | クレジットなし                                  |                                                                        |
| 2010   | ターゲット・イン・NY Five Minarets in New York                           | ベッカー                             |                                                 |                                                                        |
| 2011   | S.W.A.T. 闇の標的 S.W.A.T.: Firefight                                    | ウォルター・ハッチ                   |                                                 | 原康義（テレビ東京版）                                                 |
| 2012   | デンジャラス・ラン Safe House                                            | ダニエル・キーファー                 |                                                 | 大塚芳忠（ソフト版） 田中正彦（BSテレ東版）                            |
| 2012   | 人生の特等席 Trouble with the Curve                                      | ヴィンス                             |                                                 | 西村知道                                                               |
| 2013   | L.A. ギャング ストーリー Gangster Squad                                  | マックス                             |                                                 | 秋元羊介                                                               |
| 2013   | 泥棒は幸せのはじまり Identity Thief                                      | 追跡集金人                           |                                                 | TBA                                                                    |
| 2013   | ラヴレース Lovelace                                                      | ジョン・ボアマン                     |                                                 | 田原正治                                                               |
| 2014   | エンドレス・ラブ〜17歳の止められない純愛 Endless Love                    | ハリー・エリオット                   |                                                 | ふくまつ進紗                                                           |
| 2014   | アスク・ミー・エニシング 彼女の告白 Ask Me Anything                      | ダグ                                 |                                                 | 佐東充                                                                 |
| 2019   | ポイズンローズ The Poison Rose                                           | ビング・ウォルシュ保安官             |                                                 | TBA                                                                    |
| 2019   | ライジング・ホーク 猛軍襲来 The Rising Hawk                              | ザハール                             |                                                 | 西垣俊作                                                               |
| 2019   | ザ・ランドロマット -パナマ文書流出- The Laundromat                       | リチャード・パリス船長               | Netflixオリジナル映画                           | 木村雅史                                                               |
| 2020   | ファイナル・プラン Honest Thief                                          | サム・ベイカー捜査官                 |                                                 | 中村浩太郎                                                             |
| 2021   | マーベラス The Protégé                                                   | ビリー                               |                                                 | TBA                                                                    |

### テレビシリーズ
| 放映年    | 邦題 原題                                                                   | 役名                                              | 備考                                  | 吹替                                               |
| --------- | --------------------------------------------------------------------------- | ------------------------------------------------- | ------------------------------------- | -------------------------------------------------- |
| 1995      | 新アウターリミッツ The Outer Limits                                         | ジョン・ストークス軍曹                            | 2エピソード                           | 大塚明夫                                           |
| 2000      | ザ・ソプラノズ 哀愁のマフィア The Sopranos                                  | David Scatino                                     | 第2シーズン第19・23・26話にゲスト出演 |                                                    |
| 2000-2002 | X-ファイル The X Files                                                      | ジョン・ドゲット捜査官                            | 第8・9シーズンにレギュラー出演        | 大塚芳忠（ソフト版）てらそままさき（テレビ朝日版） |
| 2004      | スターゲイト アトランティス Stargate: Atlantis                              | マーシャル・サムナー大佐                          | 第1シーズン第1・2話にゲスト出演       |                                                    |
| 2005      | LAW & ORDER:性犯罪特捜班 Law & Order: Special Victims Unit                  | レイ・シェンケル                                  | 第7シーズン第1話にゲスト出演          |                                                    |
| 2005      | LOST                                                                        | ヒブス                                            | 第1シーズン第16話にゲスト出演         |                                                    |
| 2006-2009 | ザ・ユニット 米軍極秘部隊 The Unit                                          | トム・ライアン大佐                                | 69エピソードに出演                    | 佐々木勝彦                                         |
| 2009      | NCIS 〜ネイビー犯罪捜査班 NCIS: Naval Criminal Investigative Service        | マートン・ベル大佐                                | 第7シーズン第6話にゲスト出演          | 谷昌樹                                             |
| 2010      | CHUCK/チャック Chuck                                                        | ケラー大佐                                        | 第3シーズン第10話にゲスト出演         |                                                    |
| 2010      | サイク/名探偵はサイキック? Psych                                            | ジェネラル・フェルト少佐                          | 第4シーズン第10話にゲスト出演         |                                                    |
| 2010      | バーン・ノーティス 元スパイの逆襲 Burn Notice                               | ジョン・バレット                                  | 第4シーズン第11-12話にゲスト出演      |                                                    |
| 2011      | Big Love                                                                    | バド・メイバリー                                  | 第5シーズン第2・6話にゲスト出演       | N/A                                                |
| 2012-2013 | ラスト・リゾート 孤高の戦艦 Last Resort                                     | ジョセフ・プロッサー特務曹長                      | 13エピソードに出演                    | 尾花かんじ                                         |
| 2012-2014 | トゥルー・ブラッド True Blood                                               | ジャクソン                                        | 12エピソードに出演                    |                                                    |
| 2013-2014 | サンズ・オブ・アナーキー Sons of Anarchy                                    |                                                   | 2エピソードにゲスト出演               |                                                    |
| 2014      | コミ・カレ!! Community                                                      | Head of Parking Waldron                           | 第5シーズン第6話にゲスト出演          |                                                    |
| 2014      | フロム・ダスク・ティル・ドーン ザ・シリーズ From Dusk till Dawn: The Series | ジェイコブ・フラー                                | 10エピソードに出演                    | 浦山迅                                             |
| 2014-2018 | SCORPION/スコーピオン Scorpion                                              | ケイブ・ガロ                                      | メインキャスト                        | 谷昌樹                                             |
| 2017      | ロア 〜奇妙な伝説〜 Lore                                                    | フェルプス牧師                                    | 第4話に出演                           |                                                    |
| 2020      | ペリー・メイソン Perry Mason                                                | ハーマン・バガリー                                |                                       | 広瀬彰勇                                           |
| 2021      | ウォーキング・デッド The Walking Dead                                       | メイズ                                            | 第10シーズン第19話にゲスト出演        |                                                    |
| 2021      | 弁護士ビリー・マクブライド Goliath                                          | ビリーの父                                        |                                       | 宝亀克寿                                           |
| 2022      | ピースメイカー Peacemaker                                                   | オーガスト・“オーギー”・スミス / ホワイトドラゴン |                                       | ふくまつ進紗                                       |
| 2022      | 1923                                                                        | ウィリアム・マクドウェル                          | リカーリングキャスト                  | TBA                                                |
| 2023-2024 | ジャック・リーチャー -正義のアウトロー- Reacher                             | シェーン・ラングストン                            | メイン                                | 青山穣                                             |
| 2023-     | ナイト・エージェント The Night Agent                                        | ジェイミー・ホーキンズ FBI副長官                  | Netflixオリジナル映画                 | 金尾哲夫                                           |

### テレビアニメ
- スーパーマン Superman: the Animated Series（1999年）
- バットマン・ザ・フューチャー Batman Beyond（2000年）
- ダック・ドジャース Duck Dodgers（2005年）
- ベン10 Ben10 - フィル役（2006年）
- アバター 伝説の少年アン Avatar: The Last Airbender - ピアンダオ役（2007年 - 2008年）
- ザ・バットマン The Batman - ホークマン役（2008年）

## 日本語吹き替え
主に担当しているのは、以下の人物である。
大塚芳忠
『超常殺人者』で初担当。最も多く吹き替えている。
江原正士
『ターミネーター2』（フジテレビ版）で初担当。2015年にハリウッド・コレクターズ・コンベンションでパトリックと対面を果たしている。
このほかにも、中田和宏、谷口節、谷昌樹、ふくまつ進紗なども複数回、声を当てている。

## 参照
1. ↑  “Robert Patrick: Biography”. TV Guide 2009年8月21日閲覧。 {{cite news}}: |publisher=では太字とイタリック体は使えません。 (説明)⚠
2. 1 2  “Robert Patrick: Full Biography”. The New York Times (Allmovie) 2009年8月21日閲覧。 {{cite news}}: |publisher=では太字とイタリック体は使えません。 (説明)⚠
3. ↑  premiereportのツイート（595421561433260033）